# Трубина (Ірбітський міський округ)
Тру́бина (рос. Трубина) — присілок у складі Ірбітського міського округу Свердловської області.
Населення — 36 осіб (2010, 57 у 2002).
Національний склад населення станом на 2002 рік: росіяни — 100 %.